# Jardim Cesário Verde
O Jardim Cesário Verde é um pequeno jardim em Lisboa com cerca de 0,25 ha., situado na Praça Ilha do Faial, freguesia de Arroios, antiga São Jorge de Arroios,  onde se pode apreciar o busto do poeta Cesário Verde da autoria de Maximiano Alves, inaugurado em 1955.
Possui uma árvore classificada como Interesse Público: Cedrus atlantica ( Endl.) Manetti ex Carrière desde 1947.